# Europamesterskaberne i amatørboksning 1971
Europamesterskaberne i amatørboksning 1971 blev afviklet fra den 11. til den 19. juni 1971 i Madrid. Det var 19. gang, der blev afholdt EM for amatørboksere. Turneringen blev arrangeret af den europæiske amatørbokseorganisation EABA. Der deltog 194 boksere fra 27 lande.
Bedste nation blev delt mellem Sovjetunionen og Ungarn, der begge opnåede 3 guld, 1 sølv og 1 bronze i de 11 vægtklasser. Danmark opnåede to bronzemedaljer ved Erik Sivebæk og Ralf Jensen.

## Danske deltagere
Danmark stillede med 7 boksere til turneringen: Jens-Erik Groth (Farum BK, fluevægt), John Christiansen (Valby IK, bantamvægt), Poul Erik Nielsen (Kalundborg ABK, letvægt), Erik Sivebæk (AIK Roskilde, letweltervægt), Sten Hansen (weltervægt), Wagn Nørgaard (Lindholm BK, mellemvægt) og Ralf Jensen (IF Sparta, letsværvægt).
Resultater
- Jens-Erik Groth blev stoppet i kvartfinalen af spanieren Juan Francisco Rodriguez.
- John Christiansen blev i sin første kamp stoppet i første omgang af ungareren Tibor Badari
- Poul Erik Nielsen tabte i indledende runde på point til spanieren Jeronimo Lucas
- Erik Sivebæk pointbesejrede i indledende runde vesttyskeren Gert Puzicha og i næste runde østrigeren Alfred Zach. I kvartfinalen vandt han på point over tyrkeren Eraslan Doruk. I semifinalen blev han stoppet i første omgang af rumæneren Calistrat Cutov. Erik Sivebæk fik således bronze.
- Sten Hansen blev i 1/8-finalen slået ud i første omgang af tyrkeren Calal Sandal.
- Vagn Nørgaard blev pointbesejret i 1/8-finalen af hollænderen Rudi Koopmans.
- Ralf Jensen besejrede i 1/8-finalen italieneren Onelio Grando på TKO i anden omgang. I kvartfinalen mødte han østrigeren Richard Koleritsch, som han stoppede i anden omgang. I semifinalen tabte han til Ottomar Sachse fra DDR, og opnåede således bronze. Det var anden gang i karrieren Ralf Jensen fik bronze ved et EM.

## Notable deltagere, der senere blev professionelle
Blandt deltagene ved turneringen var en række boksere, der senere opnåede succes som professionelle, herunder Joey Singleton (britisk mester i letweltervægt og EM-udfordrer til Jørgen Hansen EM-titel i weltervægt), Eckhard Dagge (europa- og verdensmester i letmellemvægt), Erkki Meronen (boksede knap 30 professionelle kampe i Danmark), John Conteh (europa- og verdensmester i letsværvægt), Jean Pierre Coopman (europameste ri sværvægt og VM-udfordrer til Muhammed Ali), Franco Udella (europa- og verdensmester i letfluevægt og fluevægt), Charlie Nash (europamester i letvægt og VM-udfordrer), Alan Minter (europa- og verdensmester i mellemvægt), Harald Skog (udfordrer til em- og vm-titlen i letsværvægt), Damiano Lassandro (boksede uafgjort om EM-titlen, og tabte til Ayub Kalule tidligt i dennes karriere) og Mate Parlov (europa og verdensmester i letsværvægt og boksede uafgjort om VM-titlen i cruiservægt).

## Medaljevindere
| Event                           | Guld                              | Sølv                             | Bronze                                              |
| ------------------------------- | --------------------------------- | -------------------------------- | --------------------------------------------------- |
| Letfluevægt (– 48 kilogram)     | György Gedó Ungarn                | Aurel Mihai Rumænien             | Roman Rożek Polen José Escudero Spanien             |
| Fluevægt (– 51 kilogram)        | Juan Francisco Rodríguez Spanien  | Leszek Błażyński Polen           | Neil McLaughlin Irland Constantin Gruiescu Rumænien |
| Bantamvægt (– 54 kilogram)      | Tibor Badari Ungarn               | Aleksandr Melnikov Sovjetunionen | Aurel Dumitrescu Rumænien Michael Dowling Irland    |
| Fjervægt (– 57 kilogram)        | Ryszard Tomczyk Polen             | András Botos Ungarn              | Gabriel Pometcu Rumænien Brendan McCarthy Irland    |
| Letvægt (– 60 kilogram)         | Jan Szczepański Polen             | Antoniu Vasile Rumænien          | László Orbán Ungarn Nikolaj Khromov Sovjetunionen   |
| Letweltervægt (– 63.5 kilogram) | Ulrich Beyer DDR                  | Calistrat Cuțov Rumænien         | Michael Kingwell England Erik Sivebæk Danmark       |
| Weltervægt (– 67 kilogram)      | János Kajdi Ungarn                | Manfred Wolke DDR                | Celal Sandal Tyrkiet Damiano Lassandro Italien      |
| Letmellemvægt (– 71 kilogram)   | Valerij Tregubov Sovjetunionen    | Svetomir Belić Jugoslavien       | Wiesław Rudkowski Polen Ion Györffi Rumænien        |
| Mellemvægt (– 75 kilogram)      | Juozas Juocevičius Sovjetunionen  | Alec Năstac Rumænien             | Hans-Joachim Brauske DDR Reima Virtanen Finland     |
| Letsværvægt (– 81 kilogram)     | Mate Parlov Jugoslavien           | Ottomar Sachse DDR               | Ralf Jensen Danmark Horst Stump Rumænien            |
| Sværvægt (+ 81 kilogram)        | Vladimir Tjernysjev Sovjetunionen | Peter Hussing Vesttyskland       | Ludwik Denderys Polen Les Stevens England           |

## Medalfordeling nationer
*   Værtsnation ( Spanien)
| Rank               | Nation                       | Guld | Sølv | Bronze | Total |
| ------------------ | ---------------------------- | ---- | ---- | ------ | ----- |
| 1                  | Sovjetunionen (URS)          | 3    | 1    | 1      | 5     |
| 1                  | Ungarn (HUN)                 | 3    | 1    | 1      | 5     |
| 3                  | Polen (POL)                  | 2    | 1    | 3      | 6     |
| 4                  | DDR (GDR)                    | 1    | 2    | 1      | 4     |
| 5                  | Jugoslavien (SFR Yugoslavia) | 1    | 1    | 0      | 2     |
| 6                  | Spanien (ESP)*               | 1    | 0    | 1      | 2     |
| 7                  | Rumænien (ROU)               | 0    | 4    | 5      | 9     |
| 8                  | Vesttyskland (FRG)           | 0    | 1    | 0      | 1     |
| 9                  | Irland (IRL)                 | 0    | 0    | 3      | 3     |
| 10                 | Danmark (DEN)                | 0    | 0    | 2      | 2     |
| 10                 | England (ENG)                | 0    | 0    | 2      | 2     |
| 12                 | Finland (FIN)                | 0    | 0    | 1      | 1     |
| 12                 | Italien (ITA)                | 0    | 0    | 1      | 1     |
| 12                 | Tyrkiet (TUR)                | 0    | 0    | 1      | 1     |
| Total (14 nations) | Total (14 nations)           | 11   | 11   | 22     | 44    |